# Sonate K. 161
La sonate K. 161 (F.111/L.417) en ré majeur est une œuvre pour clavier du compositeur italien Domenico Scarlatti.

## Présentation
La sonate K. 161, en ré majeur, notée Allegro, forme une paire avec la sonate précédente. Les notes communes aux deux mains, ainsi que le chant des motifs alternés, démontrent la conception pour un clavecin à deux claviers. Les deux sonates sont ponctuées de points d'orgue et le style à deux voix est clairement de type italien. Contrairement au catalogue Kirkpatrick et à Venise, la paire apparaît inversée dans Parme, ce qui correspond mieux au schéma « lent-vif » de la plupart des couples de sonates.

## Manuscrits
Le manuscrit principal est le numéro 14 du volume I (Ms. 9772) de Venise (1752), copié pour Maria Barbara ; l'autre est Parme I 13 (Ms. A. G. 31406). Une copie figure dans le manuscrit de Lisbonne, no 2 (Ms. FCR/194.1).

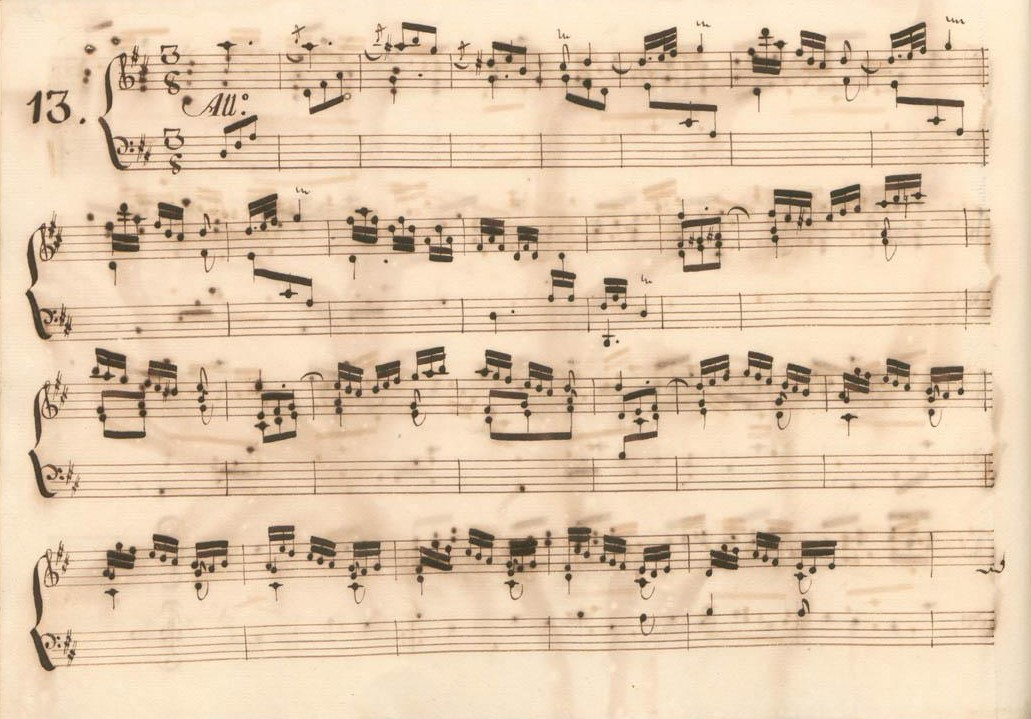
Parme I 13.
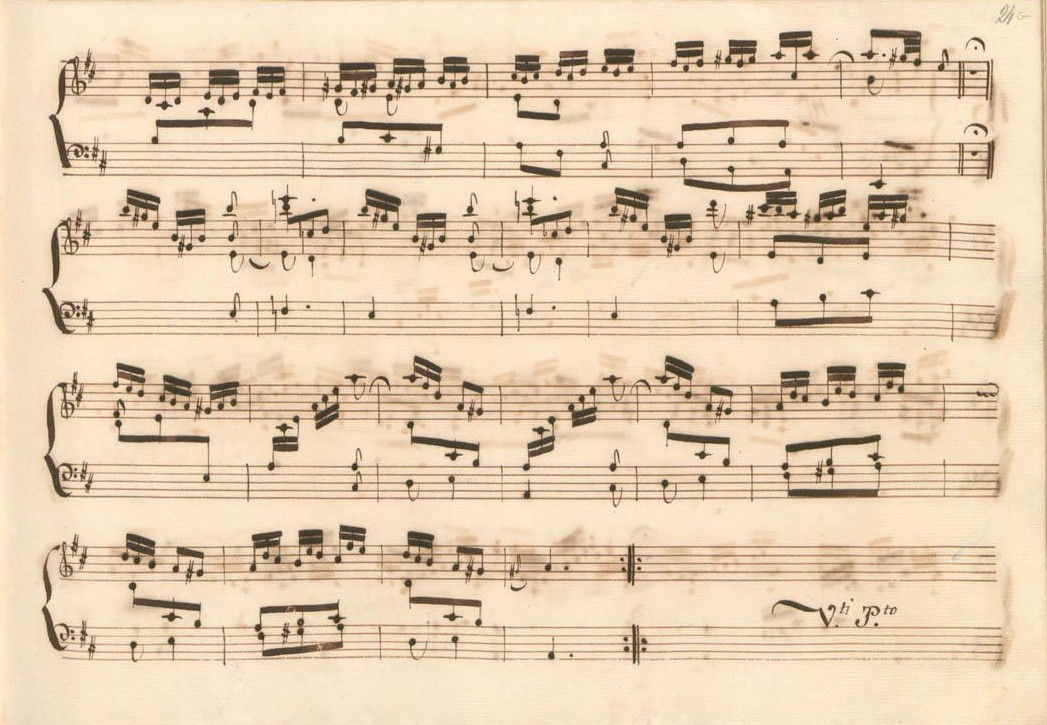
Parme I 13 (fin de la première section).
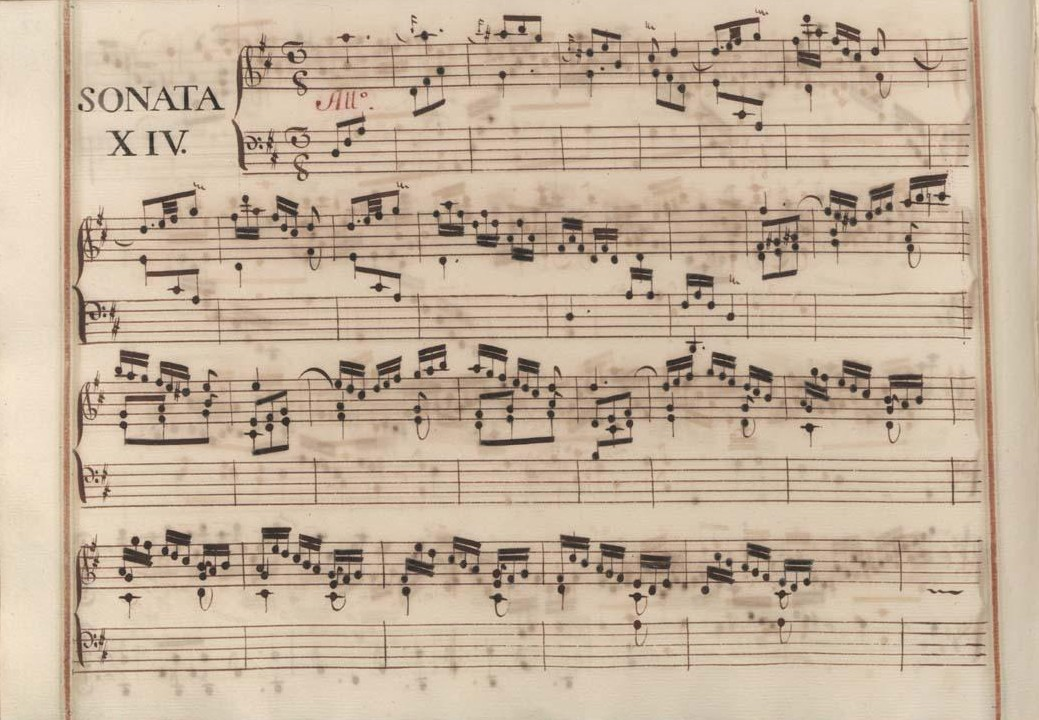
Venise I 14.

## Interprètes
La sonate K. 161 est défendue au piano, notamment par Carlo Grante (2009, Music & Arts, vol. 1) ; au clavecin par Scott Ross (1985, Erato), Richard Lester (2001, Nimbus, vol. 1), Pieter-Jan Belder (Brilliant Classics, vol. 4) et Pierre Hantaï (2018, Mirare, vol. 6).

## Sources
: document utilisé comme source pour la rédaction de cet article.
- Ralph Kirkpatrick (trad. de l'anglais par Dennis Collins), Domenico Scarlatti, Paris, Lattès, coll. « Musique et Musiciens », 1982 (1re éd. 1953 (en)), 493 p. (ISBN 978-2-7096-0118-4, OCLC 954954205, BNF 34689181).
- Alain de Chambure, « Domenico Scarlatti : Intégrale des sonates — Scott Ross », Erato (2564-62092-2), 1985 (OCLC 891183737) .
- (en) Carlo Grante, « Domenico Scarlatti, intégrale des sonates pour clavier (vol. 1) », Music & Arts (CD-1236), 2010 .
- (es) Celestino Yáñez Navarro (thèse), Nuevas aportaciones para el estudio de las sonatas de Domenico Scarlatti. Los manuscritos del Archivo de Música de las Catedrales de Zaragoza, Universitat Autònoma de Barcelona, 2016 (lire en ligne)